# Le Collier perdu de la colombe
Pour plus de détails, voir Fiche technique et Distribution.
Le Collier perdu de la colombe (en arabe : طوق الحمامة المفقود, Tawk al hamama al mafkoud) est un film franco-italo-tunisien réalisé par Nacer Khémir, tourné en 1990 et sorti en 1991.
C'est le deuxième film d'une trilogie, initiée par Les Baliseurs du désert (1984) et terminée par Bab'Aziz, le prince qui contemplait son âme (2005).

## Synopsis
Le film s'ouvre par une citation de Jacques Berque : « Andalousies toujours recommencées, dont nous portons en nous à la fois les décombres amoncelés et l'inlassable espérance ». De fait, le film s'inspire de l'Andalousie musulmane du Xe siècle et de l'univers poétique d'Ibn Hazm, auteur du Collier de la colombe.
Dans ce conte de Nacer Khémir, Ezzine est le « messager de l'amour » : cet enfant porte les lettres que s'échangent les amants. Il espère toujours le retour de son père, et lui seul sait que son singe, Haroun, est un prince métamorphosé. Le jeune Hassan apprend la calligraphie, et rêve d'amour. Un jour, il sauve du feu une page d'une histoire, où apparaît la princesse de Samarcande,.

## Fiche technique
- Titre arabe : طوق الحمامة المفقود, Tawk al hamama al mafkoud
- Réalisation : Nacer Khémir
- Scénario : Nacer Khémir
- Photographie : Georges Barsky
- Musique : Jean-Claude Petit
- Sociétés de production : Carthago Films, Italian International Film, Radiodiffusion Télévision Italienne, La Sept cinéma
- Décorateur : Enrico Fiorentini
- Montage : Denise de Casabianca
- Pays de production :  Tunisie /  France /  Italie
- Langue :
- Genre : Drame, romance et fantastique
- Durée : 88 min
- Dates de sortie : 
  - Suisse : août 1991 (Festival de Locarno)
  - France : 30 mars 1994[3]

## Distribution
- Navin Chowdhry (Hassan)
- Walid Arakji (Ezzine)
- Nina Esber (Aziz)
- Noureddine Kasbaoui (Calligraphe)
- Jamil Joudi (Giaffar)[3]
- Mohamed Mourali (Maalem)

## Distinctions
- Prix spécial du jury du Festival de Locarno, 1991
- Grand Prix au Festival du film de Belfort, 1991
- Prix spécial du jury au Festival francophone de Saint-Martin[4]